# Битка за Ирун
Битката за Ирун е критична битка от кампанията в Гипускоа преди северната офанзива, по време на Гражданската война в Испания.
Националистическата армия, под командването на Алфонсо Беорлеги превзема град Ирун, отрязвайки северните провинции Гипускоа, Бискай, Сантандер и Астурия от техния източник на оръжие и подкрепа във Франция.

## Предпоставки
Ирун се намира на североизточното крайбрежие на Испания, между френската граница и град Сан Себастиан. Навара, крепост на карлистите, е превзета от Рекете в края на юли, последвана от брутални масови репресии срещу цивилни. В началото на август полковник от карлистите Хосе Солчага Сала и полковник Алфонсо Беорлеги под заповедта на генерал Мола командват голям брой Рекете надолу по северната част на Навара към Ирун.
Силите на полковник Беорлеги са по-малки, но включваха 155 мм артилерия, германски леки танкове, бомбардировачи Junkers Ju 52 и 700 души от Испанския чуждестранен легион. Както германците, така и италианците извършват тежки въздушни удари над Ирун и Хондарибия (Фуентерабия) ежедневно, като в същото време пускат брошури над градовете, заплашващи да повторят кланетата в Бадахос.
Градът е защитаван от 3 000 републиканци, включително милиция на Национална конфедерация на труда, астурийски миньори, баски националисти и френски комунистически доброволци. Въпреки това, те са зле въоръжени и без подходяща военна подготовка.

## Битката
Националистическите кораби „España“ (боен кораб), „Almirante Cervera“ (крайцер) и „Velasco“ (разрушител) обстрелват града на 11 август. Основните битки се водят на хребета Пунца южно от Ирун. Пикът на битката е в манастира Сан Марсиал, който е защитаван от астурийски миньори и милиция, които хвърлят динамит и камъни, когато мунициите им свършват.
Французите затварят границата с Испания на 8 август, което води до недостиг на боеприпаси и доставки за републиканците. Когато републиканците напускат града, анархистките сили в отстъпление, разгневени от липсата на муниции, подпалват части от града, за да унищожат неща, които биха могли да помогнат на националистите.
От страната на бунтовниците, полковник Беорлеги е ранен от куршум на снайперист, когато влиза в града. Той отказва раната да бъде лекувана и скоро умира от гангрена. Хиляди цивилни и милиции бягат в паника за живота си през границата с Бидасоа към Франция, когато бунтовническите крайнодесни сили навлизат в града.
След това националистическите батальони се насочват на запад към Сан Себастиан, защитаван наполовина само от Форт Сан Маркос.